# Манч (тауншип, Миннесота)
Манч (англ. Munch) — тауншип в округе Пайн, Миннесота, США. На 2000 год его население составило 222 человека.

## География
По данным Бюро переписи населения США площадь тауншипа составляет 93,4 км², из которых 91,9 км² занимает суша, а 1,5 км² — вода (1,58 %).

## Демография
По данным переписи населения 2000 года здесь находились 222 человека, 97 домохозяйств и 65 семей.  Плотность населения —  2,4 чел./км².  На территории тауншипа расположено 168 построек со средней плотностью 1,8 построек на один квадратный километр. Расовый состав населения: 96,85 % белых, 1,80 % коренных американцев и 1,35 % приходится на две или более других рас. Испанцы или латиноамериканцы любой расы составляли 0,45 % от популяции тауншипа.
Из 97 домохозяйств в 20,6 % воспитывались дети до 18 лет, в 55,7 % проживали супружеские пары, в 9,3 % проживали незамужние женщины и в 32,0 % домохозяйств проживали несемейные люди. 26,8 % домохозяйств состояли из одного человека, при том 7,2 % из — одиноких пожилых людей старше 65 лет. Средний размер домохозяйства — 2,29, а семьи — 2,73 человека.
18,9 % населения — младше 18 лет, 5,0 % — в возрасте от 18 до 24 лет, 32,0 % — от 25 до 44, 28,8 % — от 45 до 64, и 15,3 % — старше 65 лет. Средний возраст — 41 год. На каждые 100 женщин приходилось 101,8 мужчин.  На каждые 100 женщин старше 18 приходилось 104,5 мужчин.
Средний годовой доход домохозяйства составлял 34 375 долларов, а средний годовой доход семьи —  35 938 долларов. Средний доход мужчин —  23 125  долларов, в то время как у женщин — 22 917. Доход на душу населения составил 19 588 долларов. За чертой бедности находились 7,2 % семей и 6,7 % всего населения тауншипа, из которых 3,8 % младше 18 лет.